# Хісамацу Сіхо
Хісамацу Сіхо (нар. 4 липня 1979) — колишня японська тенісистка.
Найвищу одиночну позицію світового рейтингу — 143 місце досягла 6 листопада 2006, парну — 185 місце — 7 червня 2004 року.
Здобула 7 одиночних та 9 парних титулів туру ITF.

## Фінали ITF
| Легенда          |
| ---------------- |
| турніри $100,000 |
| турніри $75,000  |
| турніри $50,000  |
| турніри $25,000  |
| турніри $10,000  |

### Одиночний розряд: 16 (7–9)
| Результат | Ранг | Дата             | Турнір                     | Покриття   | Суперниця         | Рахунок                  |
| --------- | ---- | ---------------- | -------------------------- | ---------- | ----------------- | ------------------------ |
| Поразка   | 1.   | 9 травня 1999    | ITF Сеул, Південна Корея   | Ґрунт      | Ірода Туляганова  | 2–6, 2–6                 |
| Перемога  | 1.   | 10 вересня 2000  | ITF Ібаракі, Японія        | Тверде     | Чан Кйон Мі       | 7–5, 6–7(3–7), 6–2       |
| Поразка   | 2.   | 24 вересня 2000  | ITF Кіото, Японія          | Килим (i)  | Chang Kyung-mi    | 2–6, 7–5, 2–6            |
| Перемога  | 2.   | 9 вересня 2001   | ITF Куґаяма, Японія        | Тверде     | Саманта Стосур    | 7–6(7–4), 6–3            |
| Перемога  | 3.   | 25 серпня 2002   | ITF Кіото, Японія          | Тверде (i) | Одзакі Майка      | 3–6, 6–1, 6–3            |
| Перемога  | 4.   | 15 вересня 2002  | ITF Кіото, Японія          | Тверде (i) | Адріана Шилі      | 2–6, 6–3, 6–3            |
| Перемога  | 5.   | 22 вересня 2002  | ITF Кіото, Японія          | Тверде (i) | Адріана Шилі      | 7–5, 7–5                 |
| Поразка   | 3.   | 20 квітня 2003   | ITF Хошимін, В'єтнам       | Тверде     | Юка Йосіда        | 3–6, 7–5, 2–6            |
| Поразка   | 4.   | 7 вересня 2002   | ITF Ібаракі, Японія        | Тверде     | Фудзівара Ріка    | 6–4, 5–7, 0–6            |
| Поразка   | 5.   | 10 квітня 2005   | ITF Коацакоалькос, Мексика | Тверде     | Івонн Мойсбургер  | 6–3, 4–6, 3–6            |
| Поразка   | 6.   | 8 травня 2005    | ITF Ґіфу, Японія           | Тверде     | Обата Саорі       | 1–6, 6–2, 4–6            |
| Поразка   | 7.   | 6 листопада 2005 | ITF Сутама, Японія         | Ґрунт      | Аліса Клейбанова  | 3–6, 5–7                 |
| Поразка   | 8.   | 9 липня 2006     | ITF Нагоя, Японія          | Тверде     | Еріка Такао       | 6–4, 2–6, 0–6            |
| Перемога  | 6.   | 24 вересня 2006  | ITF Ібаракі, Японія        | Тверде     | Акіко Йонемура    | 6–2, 3–6, 7–5            |
| Перемога  | 7.   | 29 жовтня 2006   | ITF Хаманако, Японія       | Килим      | Окамото Сейко     | 6–2, 6–4                 |
| Поразка   | 9.   | 13 вересня 2009  | ITF Ното, Японія           | Килим      | Кароліна Плішкова | 6–3, 6–7(2–7), 6–7(9–11) |

### Парний розряд: 20 (9–11)
| Результат | Ранг | Дата            | Турнір                   | Покриття   | Партнерка      | Суперниці                     | Рахунок       |
| --------- | ---- | --------------- | ------------------------ | ---------- | -------------- | ----------------------------- | ------------- |
| Поразка   | 1.   | 5 жовтня 1997   | ITF Кіото, Японія        | Килим (i)  | Аманда Грем    | Хонда Саорі Мацуда Айко       | 6–2, 1–6, 3–6 |
| Поразка   | 2.   | 2 травня 1999   | ITF Ґіфу, Японія         | Килим      | Нана Міяґі     | Чхе Кйон І Чо Юн Чон          | 2–6, 6–4, 2–6 |
| Перемога  | 1.   | 10 вересня 2000 | ITF Ібаракі, Японія      | Тверде     | Чон Мі Ра      | Chae Kyung-yee Чан Кйон Мі    | 6–3, 6–3      |
| Поразка   | 3.   | 17 вересня 2000 | ITF Осака, Японія        | Тверде     | Чон Мі Ра      | Аманда Огастус Емі Дженсен    | 3–6, 2–6      |
| Перемога  | 2.   | 24 вересня 2000 | ITF Кіото, Японія        | Килим (i)  | Чон Мі Ра      | Chae Kyung-yee Chang Kyung-mi | 7–6(7–4), 7–5 |
| Поразка   | 4.   | 14 жовтня 2001  | ITF Саґа, Японія         | Трава      | Іноуе Майко    | Хіракі Ріка Нана Міяґі        | 0–6, 1–6      |
| Перемога  | 3.   | 15 вересня 2002 | ITF Кіото, Японія        | Тверде (i) | Іноуе Майко    | Макі Арай Аояма Каорі         | 7–5, 7–5      |
| Поразка   | 5.   | 22 вересня 2002 | ITF Кіото, Японія        | Тверде (i) | Іноуе Майко    | Кацумі Сідзу Акіко Кінебуті   | 4–6, 6–2, 2–6 |
| Поразка   | 6.   | 20 квітня 2003  | ITF Хошимін, В'єтнам     | Тверде     | Окамото Сейко  | Choi Jin-young Кім Мі Ок      | 1–6, 2–6      |
| Перемога  | 4.   | 8 червня 2003   | ITF Сеул, Південна Корея | Тверде     | Чон Мі Ра      | Ху Чін-Бі Томоко Йонемура     | 6–3, 6–1      |
| Перемога  | 5.   | 6 липня 2003    | ITF Лос-Гатос, США       | Тверде     | Юка Йосіда     | Таннер Кокрен Шенай Перрі     | 6–4, 3–6, 6–2 |
| Перемога  | 6.   | 19 жовтня 2003  | ITF Хайбара, Японія      | Килим      | Чон Мі Ра      | Йонемура Томоко Такасе Аямі   | 6–2, 5–7, 6–3 |
| Поразка   | 7.   | 30 травня 2004  | ITF Сеул, Південна Корея | Тверде     | Ремі Тедзука   | Choi Jin-young Кім Мі Ок      | 6–4, 1–6, 1–6 |
| Перемога  | 7.   | 11 липня 2004   | ITF Колледж-Парк, США    | Тверде     | Окамото Сейко  | Наталія Демиденко Кейсі Смеші | 7–6(7–5), 6–2 |
| Поразка   | 8.   | 7 вересня 2002  | ITF Ібаракі, Японія      | Тверде     | Фудзівара Ріка | Тедзука Ремі Арай Макі        | 1–6, 7–5, 2–6 |
| Поразка   | 9.   | 1 травня 2005   | ITF Хаманако, Японія     | Тверде     | Такасе Аямі    | Рьоко Фуда Окамото Сейко      | 5–7, 4–6      |
| Перемога  | 8.   | 9 липня 2006    | ITF Нагоя, Японія        | Тверде     | Чжуан Цзяжун   | Такасе Аямі Окамото Сейко     | 6–2, 6–3      |
| Поразка   | 10.  | 6 серпня 2006   | ITF Токаті, Японія       | Килим      | Тедзука Ремі   | Куміко Їдзіма Намігата Дзюнрі | 5–7, 4–6      |
| Перемога  | 9.   | 5 серпня 2008   | ITF Обіхіро, Японія      | Тверде     | Танака Марі    | Мікі Міямура Такаґісі Томойо  | 6–4, 6–2      |
| Поразка   | 11.  | 26 березня 2010 | ITF Кофу, Японія         | Тверде     | Іноуе Майко    | Арай Макі Окамото Сейко       | 4–6, 4–6      |